# Anisopodus lignicola
Anisopodus lignicola es una especie de escarabajo longicornio del género Anisopodus, tribu Acanthocinini, subfamilia Lamiinae. Fue descrita científicamente por Bates en 1863.

## Descripción
Mide 6,36-10 milímetros de longitud.

## Distribución
Se distribuye por Bolivia, Brasil, Ecuador, Costa Rica, Guayana Francesa, Nicaragua y Panamá.